# Zhang Xian
Zhang Xian (Fuzhou, 16 marzo 1985) è una pallavolista cinese.
Gioca nel ruolo di libero nello Yunnan Nuzi Paiqiu Dui.

## Carriera
La carriera di Zhang Xian inizia nel 1998 con il Fujian Nuzi Paiqiu Dui, con cui gioca fino al 2003, quando passa allo Yunnan Nuzi Paiqiu Dui. Durante le otto stagioni trascorse con lo Yunnan, debutta in nazionale nel 2007 in sostituzione dell'infortunata Zhang Na, al Montreux Volley Masters, torneo che vince e nel quale viene premiata come miglior ricevitrice; successivamente è finalista al World Grand Prix, dove viene premiata come miglior libero, ed al campionato asiatico e oceaniano.
Disputa altre due finali continentali, perdendo quella del 2009 ed aggiudicandosi quella del 2011. Nel 2010 vince la medaglia d'oro alla Coppa asiatica, dove riceve un altro premio come miglior libero, ed ai XVI Giochi asiatici. Nella stagione 2011-12 viene ceduta allo Liaoning Nuzi Paiqiu Dui; con la nazionale vince la medaglia di bronzo alla Coppa asiatica 2012 e quella d'argento al World Grand Prix 2013.
Dopo due stagioni allo Liaoning ed un breve prestito al Guangdong Hengda Nuzi Paiqiu Julebu col quale vince il campionato asiatico per club 2013, torna a giocare nello Yunnan Nuzi Paiqiu Dui nella stagione 2013-14, prendendo parte alla Volleyball League B, fallendo la promozione in massima serie solo dopo aver perso il challenge match contro lo Jiangsu Nuzi Paiqiu Dui.

## Palmarès

### Nazionale (competizioni minori)
- Montreux Volley Masters 2007
- Montreux Volley Masters 2008
- Montreux Volley Masters 2009
- Montreux Volley Masters 2010
- Giochi asiatici 2010
- Coppa asiatica 2010
- Montreux Volley Masters 2011
- Coppa asiatica 2012

### Premi individuali
- 2007 - Montreux Volley Masters: Miglior ricevitrice
- 2007 - World Grand Prix: Miglior libero
- 2010 - World Grand Prix: Miglior libero
- 2010 - Coppa asiatica: Miglior libero
- 2012 - World Grand Prix: Miglior libero
- 2013 - Campionato asiatico per club: Miglior libero